# Innokenty Zavyalov
Innokenty Zavyalov (Russisch: Иннокентий Завьялов; Sint-Petersburg, 14 juli 1991) is een Amerikaans wielrenner die in 2017 reed voor Elevate-KHS Pro Cycling.

## Carrière
In 2015 won Zavyalov, die geboren is in Rusland, twee etappes en het eindklassement van de Canton Cycling Classic, die niet op de UCI-kalender staat. Een jaar later werd hij derde in het eindklassement van de Valley of the Sun Stage Race en vierde in die van de Ronde van Murrieta, beide nationale wedstrijden.
In 2017 maakte Zavyalov de oversrap naar Elevate-KHS Pro Cycling. Namens die ploeg nam hij onder meer deel aan de Joe Martin Stage Race, de Ronde van de Gila en de Colorado Classic.

## Ploegen
- 2017 –  Elevate-KHS Pro Cycling

Brown · Frayre · Hoehn · Lockwood · McCulloch · Piccoli · Rodríguez · Schmalz · Torraca · Williams · Zavyalov